# مراقبة الحياة البرية

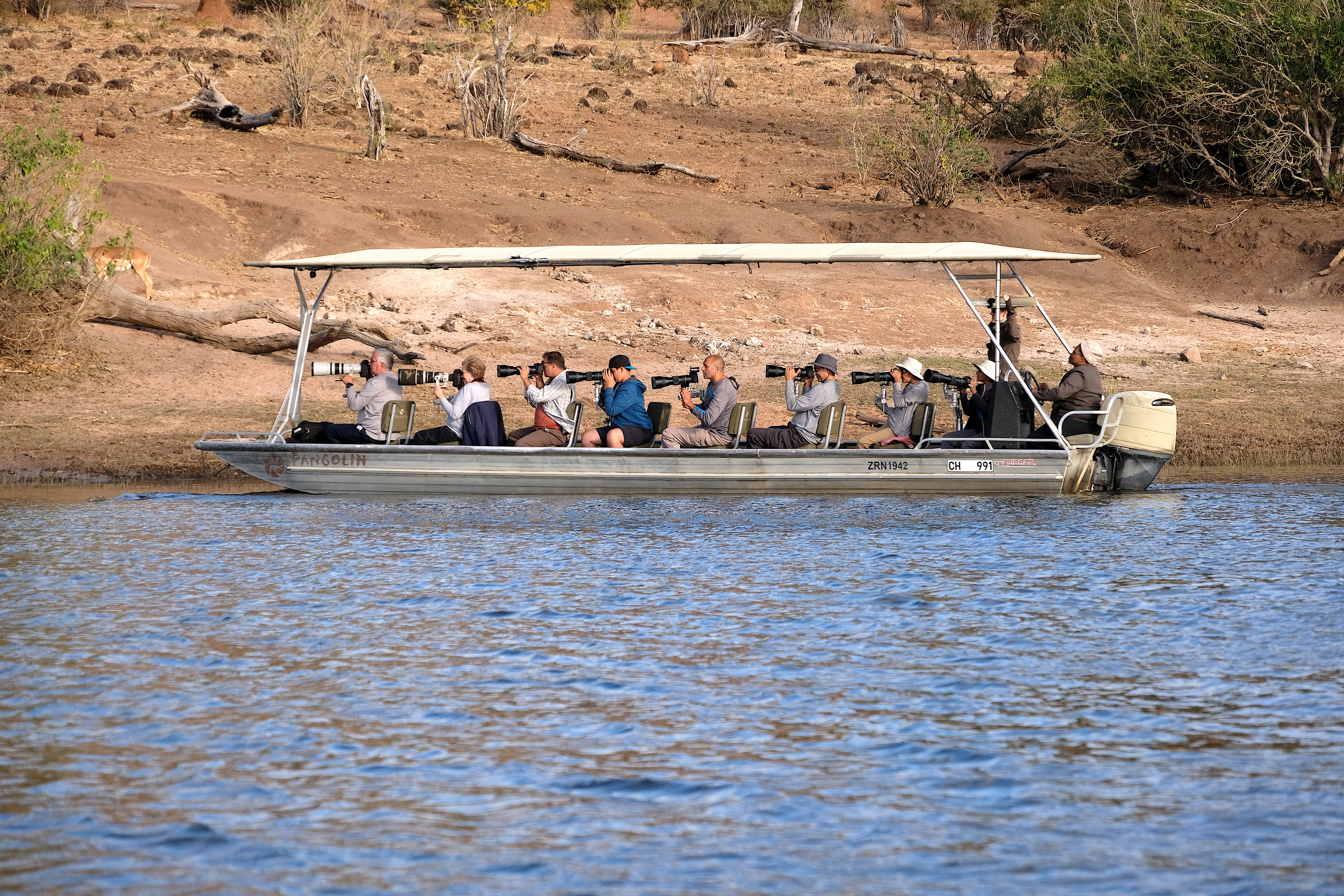
مصورون هواة يلتقطون صورًا للحياة البرية في نهر تشوبي / بوتسوانا (2018)

مراقبة الحياة البرية هي ممارسة ملاحظة حدوث أو وفرة أنواع الحيوانات في مكان ووقت محددين، إما لأغراض البحث أو للترفيه.  ومن الأمثلة الشائعة على هذا النوع من النشاطات هي مراقبة الطيور.
تتضمن عملية المراقبة العلمية للحياة البرية الإبلاغ عن ماذا (تشخيص النوع)، أين (الموقع الجغرافي)، متى (التاريخ والوقت)، من (تفاصيل حول المراقب)، ولماذا (سبب الملاحظة، أو تفسيرات الحدوث). يمكن إجراء مراقبة الحياة البرية إذا كانت الحيوانات على قيد الحياة، وأبرز مثال على ذلك هو المراقبة وجهاً لوجه للكائنات الحية، أو الميتة، والمثال الأساسي هو الإخطار بمكان حدوث قتل على الطريق. يحدد هذا المعلومات الأساسية اللازمة لجمع البيانات من أجل مراقبة الحياة البرية؛ والتي يمكن أن تساهم أيضًا في التحقيقات العلمية حول التوزيع وعلاقات الموائل والاتجاهات وحركة أنواع الحياة البرية.
تسمح مراقبة الحياة البرية بدراسة الكائنات الحية مع الحد الأدنى من الاضطراب في نظامها البيئي اعتمادًا على نوع الطريقة أو المعدات المستخدمة. قد يؤدي استخدام المعدات مثل المركبات الجوية غير المأهولة (UAVs)، المعروفة باسم الطائرات بدون طيار، إلى إزعاج الحياة البرية والتسبب في آثارها السلبية.  يمكن استخدام المعدات المتخصصة لجمع بيانات أكثر دقة.

## الأهمية
من خلال مراقبة الحياة البرية، هناك العديد من التفاصيل المهمة التي يمكن اكتشافها حول البيئة. على سبيل المثال، إذا اكتشف صياد سمك في تايوان أن نوعًا معينًا من الأسماك التي يصطادها كثيرًا أصبح نادرًا، فقد تكون هناك مشكلة كبيرة في المياه التي يصطاد فيها. قد يكون هناك مفترس جديد في المياه التي غيرت سلسلة الغذاء الحيواني، أو مصدر تلوث، أو ربما حتى مشكلة أكبر. بغض النظر عن السبب، فإن عملية مراقبة الحيوانات هذه يمكن أن تساعد في تحديد المشكلات المحتملة قبل أن تصبح مشكلات خطيرة في العالم.
بالإضافة إلى ذلك، من خلال مراقبة الحيوانات، يشارك المهتمون في هذا الشأن أيضًا بنشاط في الحفاظ على الحياة الحيوانية. وفي كثير من الأحيان، يسير الموضوعان جنبًا إلى جنب مع بعضهما البعض لأنه من خلال مراقبة الحيوانات، يكتشف الأفراد أيضًا المشكلات التي تواجهها الحيوانات في جميع أنحاء العالم حاليًا وما إذا كانت هناك أي طرق لمكافحتها. مع مزيد من الملاحظة، سوف ينقرض عدد أقل من أنواع الحيوانات.

## أبحاث
قبل أن يبدأ المرء في مراقبة الحياة البرية ومساعدة البيئة، من المهم البحث عن الحيوان الذي يختار مراقبته. فإذا ذهب المرء ببساطة إلى عملية المراقبة وتخطى العملية الحاسمة للحصول على المعرفة عن الحيوانات، فسيكون من الصعب عليه تحديد ما إذا كان هناك أي شيء خارج عن المألوف. قبل الملاحظة، سيكون من الحكمة معرفة معلومات بسيطة عن الحيوان مثل:
- ماذا يأكل الحيوان – هل الحيوان آكل للحوم أم عاشب أم آكل للحيوانات؟
- ما الحيوانات الأخرى التي تفترس الحيوان؟
- أين يعيش الحيوان؟
- هل الحيوان خطير؟
- هل هو مهدد بالانقراض؟
- هل يسافر الحيوان في مجموعات أم بمفرده؟
- ما هي عادات نوم الحيوان؟[4]

## المشاريع والبرامج المخصصة لرصد الحياة الفطرية

### المشاريع
هناك مجموعة متنوعة من المشاريع والمواقع الإلكترونية المخصصة لرصد الحياة البرية. ولعل أحد أكثر المشاريع شيوعًا هو مراقبة الطيور (على سبيل المثال .(e-bird  أما بالنسبة لأولئك الذين يستمتعون بمشاهدة الطيور، فهناك مجموعة متنوعة من الطرق التي يمكن للمرء أن يساهم بها في هذا النوع من مراقبة الحياة البرية. يمنح النظام الوطني لملاجئ الحياة البرية فرصًا تطوعية ومشاريع علمية للمواطنين، وإذا كانت هناك قيود على الوقت، يمكن شراء طابع البطة الاتحادي للتبرع بالمال إلى محمية للحياة البرية. في السنوات القليلة الماضية، أتيحت مواقع مخصصة لإعداد التقارير عن الحياة البرية في مدى تصنيفي واسع.
على سبيل المثال، يوفر نظام California Roadkill Observation آلية للمواطنين والعلماء في كاليفورنيا للإبلاغ عن أنواع الحياة البرية التي تقتلها المركبات. تسمح ساعة Maine Audubon Wildlife Road  بالإبلاغ عن الملاحظات عن كل من الحيوانات النافقة والحية على طول الطرق. وتضيف مواقع الويب أحدث إضافة إلى أدوات مراقبة الحياة البرية ما يسهل من تحميل وإدارة الصور من كاميرات الحياة البرية البعيدة. على سبيل المثال، تدعم مؤسسة سميثسونيان برامج eMammal  و Smithsonian Wild، التي توفر آلية لنشر المتطوعين لكاميرات الحياة البرية في جميع أنحاء العالم. وبالمثل، تستضيف شبك مراقبة الحياة البرية أكثر من اثني عشر مشروعًا لكاميرات الحياة البرية من جميع أنحاء العالم، وتوفر أدوات وقاعدة بيانات لإدارة الصور وشبكات الكاميرات.

### برامج المراقبة
تستخدم برامج مراقبة الحياة البرية طرقًا جديدة وأسهل لرصد أنواع الحيوانات للعلماء وعلماء الأبحاث على حد سواء، وأحد هذه الأجهزة هو المسجل الآلي.  تعد المسجلات الآلية طريقة موثوقة لمراقبة الأنواع مثل الطيور والخفافيش والبرمائيات لأنها توفر القدرة على حفظ نداء حيواني معين وتحديده بشكل مستقل. يقوم المسجل الآلي بتحليل أصوات الأنواع لتحديد الأنواع وعددها. وقد وجد أن استخدام المسجلات الآلية ينتج كمية أكبر وبيانات أكثر جودة عند مقارنتها مع تسجيل بيانات العد النقطي التقليدي. مع توفير جودة أفضل، فإنه يوفر أيضًا سجلاً دائمًا للتعداد يمكن مراجعته باستمرار بحثًا عن أي تحيز محتمل. يمكن لجهاز المراقبة هذا تحسين مراقبة الحياة البرية وربما إنقاذ المزيد من الحيوانات. يمكن أن يسمح استخدام هذا الجهاز بالتتبع المستمر للسكان، والتعداد المستمر للأفراد داخل النوع، والسماح بتقديرات حجم السكان بشكل أسرع.

## المشاهدة الحية والمراقبة

### مشاهدة الطيور
عادة ما يجري تنفيذ أحد أكثر أشكال مراقبة الحياة البرية شيوعًا، وهو مراقبة الطيور، كمتعة ترفيهية.  أولئك الذين يتطلعون إلى مراقبة الطيور يسافرون عادة إلى غابة أو منطقة غابات أخرى مع زوج من المناظير في متناول اليد للمساعدة في العملية. أصبحت مراقبة الطيور أكثر أهمية مع كمية إزالة الغابات التي حدثت في العالم.  يمكن القول إن الطيور هي العامل الأكثر أهمية في توازن النظم البيئية: «فهي تلقح النباتات وتنثر البذور وتنقب الجثث وتعيد تدوير المغذيات إلى الأرض». يؤدي انخفاض العدد الإجمالي للطيور إلى تدمير جزء كبير من النظام البيئي. تموت النباتات والأشجار في جميع أنحاء العالم بمعدل ينذر بالخطر، ما يؤدي بدوره إلى إطلاق تفاعل متسلسل من شأنه أن يتسبب في موت العديد من الحيوانات الأخرى بسبب تغير البيئة وفقدان الموائل.
تتمثل إحدى الطرق التي تؤثر بها مراقبة الطيور على البيئة ككل في إمكانية المراقب تحديد ما إذا كان يرى نوعًا معينًا من الطيور بشكل أقل. وبحصول ذلك، فعادة ما تكون هناك أسباب لحدوث ذلك، سواء بسبب زيادة التلوث في المنطقة أو ربما زيادة في عدد الحيوانات المفترسة.